# This Boy
This Boy is een lied van de Engelse popgroep The Beatles dat in 1963 voor het eerst werd uitgebracht als B-kant van de vijfde single van The Beatles met I Want to Hold Your Hand op de A-kant. Deze single was de eerste single van The Beatles die de eerste plaats haalde in de Amerikaanse hitlijsten en werd daarmee de doorbraak van The Beatles in de Verenigde Staten. Het lied is geschreven naar een idee van John Lennon met de song I've Been Good To You van The Miracles als inspiratiebron, maar met hulp van Paul McCartney verder uitgewerkt. This Boy verscheen in 1978 op het compilatiealbum Rarities en in 1988 ook op het compilatiealbum Past Masters, Volume One.

## Achtergrond en compositie
In 1963 toerden The Beatles verschillende malen door Groot-Brittannië. Net als Please Please Me en She Loves You werd This Boy geschreven tijdens zo'n tournee. McCartney herinnert zich dat het lied, net als She Loves You, door Lennon en hem gezamenlijk werd geschreven op een hotelkamer. 

This Boy was another hotel-bedroom song, twin beds, one afternoon somewhere; we had arrived around one o'clock. We had a couple of hours to kill, so we thought, Well, let's write one. Rather like the hotel where we wrote She Loves You.
— Paul McCartney (1997)

This Boy is geschreven als oefening in het schrijven en zingen van een driestemmig close harmony-nummer. Het meerstemmig zingen hadden The Beatles geleerd doordat ze tijdens hun live-optredens regelmatig het lied To know him, is to love him van The Teddy Bears in driestemmig close harmony zongen. 

We used to do a close-harmony version of the Teddy Bears' "To Know Her Is To Love Her", which was good for the versatility in the band. We weren't all rock 'n' roll, we could change the pace, which was always nice after you'd played for three hours.
— Paul McCartney (1997)

 Volgens McCartney was het nummer in eerste instantie geschreven als een tweestemmig nummer waarbij Lennon en hij de eerste en tweede stem zongen. Later voegden ze daar een derde stem aan toe die door George Harrison gezongen werd.

## Opnamen
Op 17 oktober 1963 waren The Beatles in de Abbey Road Studios in Londen om hun nieuwe single, I Want to Hold Your Hand, op te nemen. Die dag namen ze ook in 15 takes de basis van This Boy op. In takes 16 en 17 werden daar nog enkele overdubs aan toegevoegd. In eerste instantie bevatte het nummer nog een gitaarsolo tijdens de brug van het nummer, maar deze is niet te horen in de definitieve versie van het lied. Het lied had ook een compleet einde, maar tijdens het mixen kreeg This Boy een fade-out. De opnamesessie waarbij This Boy en I Want To Hold Your Hand werden opgenomen, waren de eerste opnames waarbij The Beatles gebruik maakten van een nieuwe 4 sporenrecorder.

## Uitgaven
This Boy is de loop der jaren verschillende malen uitgebracht. Het werd voor het eerst uitgebracht als B-kant van de single I Want to Hold Your Hand in 1963. This Boy werd ook uitgebracht op de Amerikaanse lp Meet The Beatles!. Een instrumentale versie van het lied is te horen in de film A Hard Day's Night. Deze versie werd, onder de naam Ringo's Theme, in 1964 ook uitgebracht op de Amerikaanse soundtrack bij deze film. In de Verenigde Staten verscheen in hetzelfde jaar een ep met Roll Over Beethoven, All My Loving, This Boy en Please Mr. Postman, onder de naam Four by the Beatles. In 1978 werd het uitgebracht op het compilatiealbum Rarities en in 1988 voor het eerst op cd op het compilatiealbum Past Masters, Volume One. Op het in 1995 uitgebrachte verzamelalbum Anthology 1 is een live-opname van This Boy te vinden die The Beatles speelden tijdens The Morecambe and Wise Show. Op de single Free as a Bird uit 1995 zijn twee onvolledige versies van het nummer te horen uit de opnamesessie van 17 oktober 1963.

## Bezetting
- John Lennon - double-tracked zang, akoestische gitaar
- Paul McCartney - double-tracked tweede stem, basgitaar
- George Harrison - double-tracked derde stem, leadgitaar
- Ringo Starr - drums, handgeklap